# Canadian National Railway

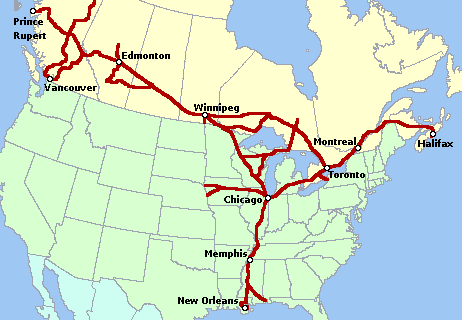
Główne linie Canadian National

Canadian National Railway Company (fr. Compagnie des Chemins de Fer Nationaux du Canada, znak rozpoznawczy: CN) – kanadyjskie przedsiębiorstwo kolejowe klasy I z siedzibą główną w Montrealu. Jest jednym z dwóch głównych przewoźników kolejowych w Kanadzie, obok Canadian Pacific Railway. Jest też właścicielem szeregu linii kolejowych w Stanach Zjednoczonych, w wyniku zakupu m.in. Illinois Central Railroad w 1999, Wisconsin Central Transportation w 2001 i Great Lakes Transportation w 2004.
Canadian National powstało między 1918 i 1923 jako przedsiębiorstwo państwowe z połączenia kilku zbankrutowanych firm kolejowych. W 1995 zostało sprywatyzowane. Obecnie zatrudnia 22,7 tys. pracowników i posiada 33 tys. km linii kolejowych.